# Trịnh Mộng Chu
Trịnh Mộng Chu (Tiếng Hàn: Jeong Mongju, 22 tháng 11, 1337 - 4 tháng 4, 1392) là một học giả và đại thần nhà Cao Ly, và cũng là một nhà thơ. Ông có các hiệu là Poeun (포은 圃隱 Phố Ẩn), và Mongran (몽란 夢蘭 Mộng Lan), Mongryong (몽룡 夢龍 Mộng Long), Dalga (달가 達可 Đạt Khả).

## Tiểu sử
Trịnh Mộng Chu sinh ra tại Vĩnh Xuyên Thị, Khánh Thượng Đạo. Ở độ tuổi 23, sau khi trải qua các kỳ thi khác nhau (Gwageo) và đỗ đầu với điểm cao nhất cả ba kỳ thi, năm 1367, ông được triều đình mời tới Quốc tử giám (Gukjagam), lúc đó được gọi là Thành Quân Quán (Seonggyungwan), làm giáo sư, đồng thời làm đại thần trong triều. Jeong trở thành sủng thần của U Vương, được nhà vua tin tưởng về kiến thức rộng và sự phán đoán sắc bén. Ông được tham gia vào hoạch định và triển khai nhiều đường lối khác nhau của quốc gia. Công trình nghiên cứu của ông đã khiến ông được trân trọng ở triều đình Cao Ly.
Năm 1372, Trịnh Mộng Chu được cử đi sứ Trung Quốc. Khoảng thời gian, khi wagu (cướp biển Nhật Bản) thường xuyên cướp bóc bán đảo Triều Tiên, ông lại được phái đi Cửu Châu (Kyūshū) năm 1377. Các cuộc đàm phán của ông đã dẫn đến những lời hứa viện trợ của Nhật Bản trong việc đánh bại những tên cướp biển. Năm 1384, ông lại được cử đi sứ ở Trung Quốc, và đàm phán với nhà Minh dẫn đến hòa bình với Trung Quốc trong năm 1385. Ông cũng thành lập một viện nghiên cứu các lý luận của Nho giáo.
Năm 1392, ông bị thế lực lật đổ nhà Cao Ly sát hại. Lý Phương Viễn (sau này là Triều Tiên Thái Tông), con trai của người lật đổ nhà Cao Ly và lập nên nhà Triều Tiên, được cho là người đã ra lệnh sát hại Trịnh Mộng Chu. Tương truyền, Lý Phương Viễn đã làm thơ thuyết phục Trịnh Mộng Chu phản bội nhà Cao Ly, nhưng ông làm thơ đáp lại từ chối.
Trịnh Mộng Chu sau này được tôn thờ ngang hàng với Lý Nhị và Lý Hoảng, những nhà Nho nổi tiếng khác của dân tộc Triều Tiên. Bài quyền thứ 11 (và là bài thi của số 1 của các võ sĩ đai đen) của Taekwondo hệ phái ITF được đặt tên theo hiệu Phố Ẩn của ông.

## Tác phẩm
- 《PoeunJip》(포은집, 圃隱集, Phổ Ẩn tập)
- 《PoeunSigo》(포은시고, 圃隱詩藁, Phổ Ẩn thi cảo)